# Jaś i Małgosia (bajka muzyczna)
Jaś i Małgosia – polska bajka muzyczna wydana przez Polskie Nagrania, do tekstu Jana Brzechwy, z muzyką Stefana Kisielewskiego. Wydana na małej płycie – „czwórce”, Muza N0350, a później na kasecie zbiorczej Ulubione bajki CK-623.

## Ekipa
- Reżyseria: Wiesław Opałek.
- Zespół instrumentalny pod kierownictwem Stefana Kisielewskiego
- Reżyser nagrania: Antoni Karużas
- Operator dźwięku: Janusz Pollo
- Projekt graficzny: Helena Matuszewska

## Obsada

### Pierwsza wersja dubbingu
Wystąpili:
- Jan Koecher - narrator
- Wiesław Michnikowski - Jaś
- Barbara Krafftówna - Małgosia
- Mieczysław Czechowicz - wilk
- Tadeusz Bartosik - drwal
- Zofia Rysiówna - czarownica

### Druga wersja dubbingu
Czytał: Stanisław Brudny

Wersja polska: Master Film dla Telewizji Top Kids